# Copa del Rey 1908
Die Copa del Rey 1908 war die sechste Austragung des spanischen Fußballpokalwettbewerbes.
Am Turnier nahmen mit Madrid FC und Vigo FC nur zwei Mannschaften teil. Der katalanische Meister X Sporting Club konnte die Einladung zum Turnier aufgrund wirtschaftlicher Probleme nicht annehmen. Das ebenfalls eingeladene Athletic Bilbao lehnte eine Teilnahme ab, um damit gegen die Organisation und das Verhalten der Madrider Bevölkerung in der vorhergehenden Auflage zu protestieren.
Das einzige Spiel des Turniers fand am 12. April im Madrider Estadio de O’Donnell statt. Madrid FC siegte mit 2:1 und gewann damit seinen vierten Titel in Folge.

## Finale
| Madrid FC                                       | Madrid FC | Vigo FC | Vigo FC |
| ----------------------------------------------- | --- | --- | ------- |
| Madrid FC                                       | \| Finale \| \| 12. April 1908 in Madrid (Estadio de O’Donnell) \| \| Ergebnis: 2:1 (1:0) \| \| Zuschauer: 4.000 \| \| Schiedsrichter: Ávalos (Madrid) \| \| Spielbericht \| | \| Finale \| \| 12. April 1908 in Madrid (Estadio de O’Donnell) \| \| Ergebnis: 2:1 (1:0) \| \| Zuschauer: 4.000 \| \| Schiedsrichter: Ávalos (Madrid) \| \| Spielbericht \| | Vigo FC |
| Madrid FC                                       | Lindsey – José Ángel Berraondo , Novoa – José María de Aspiunza, Enrique, Manuel Yarza – Manuel Prast, Antonio Sánchez Neyra, Federico Revuelto, Prada, Pedro Parages        | R. Lopéz – C. Were, Ocaña – C. Rodríguez, Conde, Baraja – A. Posada, Esteve, J. Yarza, Nagle, J. Rodríguez                                                                   | Vigo FC |
| Madrid FC                                       | 1:0 Neyra (41.) 2:0 Revuelto (2. H.) | 2:1 Posada (85.) | Vigo FC |
| Finale                                          | | |         |
| 12. April 1908 in Madrid (Estadio de O’Donnell) | | |         |
| Ergebnis: 2:1 (1:0)                             | | |         |
| Zuschauer: 4.000                                | | |         |
| Schiedsrichter: Ávalos (Madrid)                 | | |         |
| Spielbericht                                    | | |         |

Der Madrid FC verteidigte durch den 2:1-Sieg gegen Vigo FC im einzigen Spiel des Turniers seinen Titel erneut und wurde nun schon zum vierten Mal in Folge spanischer Pokalsieger.

## Siegermannschaft
(in Klammern sind die Spiele und Tore angegeben)
| 1.                 | Madrid FC |
| Logo von Madrid FC | - Tor: Lindsey (1/-) - Abwehr: José Ángel Berraondo (1/-), Novoa (1/-) - Mittelfeld: José María de Aspiunza (1/-), Enrique (1/-), Manuel Yarza (1/-) - Sturm: Antonio Sánchez Neyra (1/1), Pedro Parages (1/-), Prada (1/-), Manuel Prast (1/-), Federico Revuelto (1/1) - Trainer: – |

## Torschützen
Kein Spieler erzielte mehr als ein Tor, wodurch die Finaltorschützen Neyra, Revuelto und Posada die „Torschützenkönige“ dieses Pokals sind.